# کومارسکویه
کومارسکویه (به لاتین: Komarskoye) یک منطقهٔ مسکونی در روسیه است که در سرزمین آلتای واقع شده‌است.